# Anna Górna-Kubacka
Anna Teresa Górna-Kubacka (ur. 14 marca 1945 w Tarnobrzegu) – polska polityk, nauczyciel akademicki, posłanka na Sejm IV kadencji.

## Życiorys
Ukończyła w 1969 studia na Wydziale Filozoficzno-Historycznym Uniwersytetu im. Adama Mickiewicza, w 1978 uzyskała stopień doktora nauk politycznych. W latach 1964–1969 była członkinią Związku Młodzieży Socjalistycznej. Od 1967 do rozwiązania należała do Polskiej Zjednoczonej Partii Robotniczej. Pracowała jako adiunkt m.in. na Akademii Medycznej im. Karola Marcinkowskiego w Poznaniu i Akademii Rolniczej w Poznaniu.
W latach 1998–2001 zasiadała w sejmiku wielkopolskim. Sprawowała mandat posła na Sejm IV kadencji z okręgu poznańskiego, wybranego z ramienia Sojuszu Lewicy Demokratycznej. Pracowała w Komisji Samorządu Terytorialnego i Polityki Regionalnej oraz Komisji Odpowiedzialności Konstytucyjnej. W 2005 nie ubiegała się o reelekcję.
Był zatrudniona jako wykładowca na Wydziale Nauk Politycznych i Dziennikarstwa UAM oraz w należącej do Uniwersytetu jednostce pozawydziałowej Collegium Europaeum Gnesnense w Gnieźnie.